# 浦阳县 (唐朝)
浦阳县，唐朝时设置的古县。
天宝十三载（754年）析义乌、兰溪、富阳三县置，治所在今浙江省浦江县。以浦江得名。先后属东阳郡、婺州。五代梁开平四年（910年），吴越国改名浦江县。 